# Honkasaari (ö i Finland, Norra Savolax, Nordöstra Savolax, lat 63,02, long 28,28)
Honkasaari är en ö i Finland. Den ligger i sjön Juurusvesi och Akonvesi och i kommunen Kuopio (tidigare Juankoski) i den ekonomiska regionen  Nordöstra Savolax ekonomiska region  och landskapet Norra Savolax, i den centrala delen av landet, 400 km nordost om huvudstaden Helsingfors. Öns area är 24,5 hektar och dess största längd är 1,2 kilometer i sydöst-nordvästlig riktning.